# Dmitri Jurassow
Dmitri Jurassow (russisch Дмитрий Юрасов; englische Transkription Dmitry Yurasov; * 5. August 1990 in Lettland) ist ein professioneller russischer Pokerspieler. Er ist zweifacher Braceletgewinner der World Series of Poker.

## Pokerkarriere

### Werdegang
Jurassow nutzt auf der Onlinepoker-Plattform PokerStars den Nickname yurasov1990 und spielt dort u. a. Highstakes-Cash-Games.
Seine erste Geldplatzierung bei einem Live-Pokerturnier erzielte der Russe im November 2012 bei der Asia Pacific Poker Tour in Taipa. Bei der European Poker Tour (EPT) in Barcelona platzierte er sich September 2013 beim Main Event in den Geldrängen und gewann darüber hinaus in der Variante No Limit Hold’em sein erstes Live-Turnier mit einer Siegprämie von 32.100 Euro. Mitte Dezember 2013 wurde Jurassow beim EPT High Roller in Prag Dritter und erhielt 177.500 Euro. Auch bei der EPT in Wien saß er Ende März 2014 am Finaltisch des High-Roller-Events und belegte dort den mit knapp 120.000 Euro dotierten fünften Platz. Ende Oktober 2016 erreichte der Russe beim EPT-Main-Event auf Malta den Finaltisch und beendete das Turnier auf dem dritten Rang, der mit knapp 200.000 Euro prämiert wurde. Im Juni 2017 war er erstmals bei der World Series of Poker (WSOP) im Rio All-Suite Hotel and Casino in Paradise am Las Vegas Strip erfolgreich und kam bei vier Turnieren in die Geldränge. Dabei setzte sich Jurassow bei der No Limit Hold’em 6 Handed Championship durch und sicherte sich ein Bracelet sowie den Hauptpreis von rund 775.000 US-Dollar. Ende Oktober 2017 gewann er auch das High Roller der Asia Championship of Poker in Macau mit einer Siegprämie von umgerechnet mehr als 450.000 US-Dollar. Bei der WSOP 2019 erzielte der Russe sechs Geldplatzierungen, u. a. kam er erstmals beim Main Event in die Geldränge. Sein höchstes Preisgeld während der Turnierserie von über 450.000 US-Dollar sicherte er sich für seinen vierten Platz beim anlässlich des 50. Jubiläums der WSOP ausgespielten High-Roller-Event. Während der COVID-19-Pandemie, die die Live-Turnierpokerszene ab dem Frühjahr 2020 weitestgehend zum Erliegen brachte, erreichte Jurassow zweimal beim Main Event der World Poker Tour auf dem Onlinepokerraum partypoker den Finaltisch. Anfang September 2021 gewann er bei der auf GGPoker ausgespielten World Series of Poker Online ein Bounty-Turnier in der Variante Pot Limit Omaha und erhielt sein zweites Bracelet sowie einen Gesamtpreis von über 90.000 US-Dollar, der sich aus einem Preisgeld von mehr als 35.000 US-Dollar sowie Prämien für ausgeschaltete Spieler in Höhe von über 55.000 US-Dollar zusammensetzte.
Insgesamt hat sich Jurassow mit Poker bei Live-Turnieren knapp 3,5 Millionen US-Dollar erspielt.

### Braceletübersicht
Jurassow kam bei der WSOP 43-mal ins Geld und gewann zwei Bracelets:
| Jahr   | Buy-in (in $) | Turnier                                | Teilnehmer | Preisgeld (in $) |
| ------ | ------------- | -------------------------------------- | ---------- | ---------------- |
| 2017 O | 10.000        | No-Limit Hold’em 6-Handed Championship | 332        | 775.923          |
| 2021 O | 01.050        | GGPoker.com – Bounty Pot-Limit Omaha   | 896        | 036.224          |